# 67-es főút
67-es főút (ungarisch für ‚Hauptstraße 67‘) ist eine ungarische Hauptstraße. Sie zweigt in Szigetvár nach Norden von der 6-os főút ab und führt über Szentlászló nach der Komitatshauptstadt Kaposvár (deutsch: Kopisch), wo sie die 610-es főút kreuzt sowie weiter nördlich die die Stadt umgehende 61-es főút. Die sich weiter nach Norden fortsetzende Straße führt durch Mernye und Somogybabod und endet kurz nach Querung der Autobahn Autópálya M7 (Europastraße 71) an der 7-es főút in Balatonszemes am Balaton (Plattensee).
Die Gesamtlänge der Straße beträgt 90 Kilometer.